# Тиволи Уорлд
«Ти́воли Уорлд» (исп. Tívoli World) — парк развлечений в испанской Бенальмадене, на курортном побережье Коста-дель-Соль в провинции Малага. 
Парк располагает разнообразными аттракционами, работают рестораны и магазины, представляющие различные регионы миры. Даёт представления театр под открытым небом с залом, рассчитанным на 2 200 мест, на сцене которого в разное время выступали Хулио Иглесиас, Монсеррат Кабалье, Лола Флорес, Джеймс Браун, Boney M., Рафаэль и Алехандро Санс.
Торжественное открытие парка состоялось 20 мая 1972 года. За четыре десятилетия существования парка развлечений его посетило более 30 млн человек.